# Chromidotilapia
Chromidotilapia (Gr.: „chroma“ = Farbe + Tilapia (afrikanische Buntbarschgattung)), deutsch Prachtbarsche, ist eine Gattung aus der Familie der Buntbarsche (Cichlidae), die im tropischen Westafrika vom Cavally an der Grenze zwischen Liberia und der Elfenbeinküste bis zur Mündung des Kongo und im Lualaba (oberer Kongo) verbreitet ist.

## Merkmale
Chromidotilapia-Arten werden 10 bis 20 cm lang, Weibchen bleiben etwas kleiner. Ihr Körper ist mäßig hochrückig und seitlich abgeflacht, der Kopf relativ lang. Gattungskennzeichen sind starke warzige, aus Drüsen- und Sinneszellen bestehende Ausstülpungen zu beiden Seiten des Schlunddachs, die wahrscheinlich eine Rolle bei der Nahrungsaufnahme spielen. Diese Gebilde sind bei allen Buntbarschen vorhanden, bei Chromidotilapia aber besonders stark entwickelt. Die Kiemenreusendornen im unteren Abschnitt des ersten Kiemenbogens sind tuberkelartig. Die Bauchflossen sind lang, die Schwanzflosse gerundet. Um den Schwanzflossenstiel zählt man meist 16 (seltener 14) Schuppen.
Alle Chromidotilapia-Arten sind Maulbrüter. Beide Geschlechter beteiligen sich an der Brutpflege und nehmen die Eier ins Maul.

## Arten

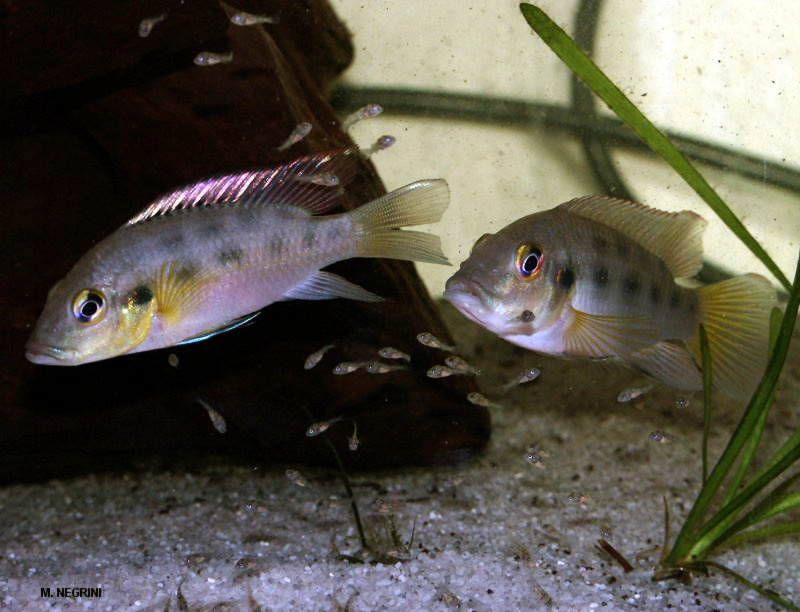
Chromidotilapia guntheri, Paar mit Jungfischen.

- Chromidotilapia cavalliensis (Thys van den Audenaerde & Loiselle, 1971)
- Chromidotilapia elongata Lamboj, 1999
- Günthers Prachtbarsch (Chromidotilapia guntheri Sauvage, 1882)
- Chromidotilapia kingsleyae Boulenger, 1898
- Linkes Prachtbarsch (Chromidotilapia linkei Staeck, 1980)
- Chromidotilapia mamonekenei Lamboj, 1999
- Chromidotilapia melaniae Lamboj, 2003
- Chromidotilapia mrac Lamboj, 2002
- Chromidotilapia nana Lamboj, 2003
- Chromidotilapia regani (Pellegrin, 1906)
- Chromidotilapia schoutedeni (Poll & Thys van den Audenaerde, 1967)